# Miohydnocera wolcotti
Miohydnocera wolcotti is een keversoort uit de familie mierkevers (Cleridae). De wetenschappelijke naam van de soort is voor het eerst geldig gepubliceerd in 1913 door Wickham.